# 我が家は楽し
『我が家は楽し』（わがやはたのし）は、1951年の日本映画。本来のタイトル表記は『我が家は樂し』。当時のスターを揃えた豪華キャストによる家族ドラマ。岸恵子のデビュー作、中村登監督の出世作である。

## あらすじ
植村孝作にはしっかり者の妻・なみ子がついていて、4人の子どもを抱え、乏しいながらも家庭は明るい。朋子は好きな絵を学び、胸を病む恋人・内田三郎の全快の日を待っている。孝作は勤続25年を迎えて会社から表彰され、特別賞与として金一封をもらうことになる。なみ子はこれで、子供たちの不足の品も買え、次女の修学旅行の費用も出ると、人知れず安堵。ところが、表彰式の帰途、夫婦でわずかな買い物をした賞与3万円の残金をすっかりすられてしまった。しかしなみ子はこの災難を子どもたちに知らせず、またなけなしの衣類を売り払って不足を補う。
意気込んでいた朋子の絵が落選し、三郎が亡くなったとき、なみ子は絵が自分の昔の夢であったと打ち明け、くじける朋子を励ます。住みなれた家が家主のために隣家へ売渡され、立ち退きを迫られる。ところが、朋子の描いた隣家の庭の絵が、偶然隣家の主人の眼にとまり、買いとられる。これが縁となって立ち退きも取り消された。さらに、朋子が必死になって描いた母の肖像画はついに展覧会に入選した。家は、こうして、相変わらず、つつましやかで、心暖まる団欒に続けていくことができるのだった。

## 登場人物

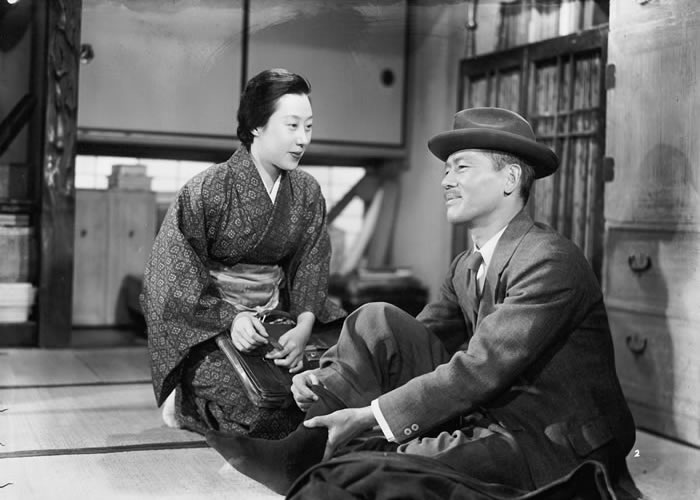
山田五十鈴と笠智衆

- 植村孝作 - 笠智衆： 勤続25年の万年課長。忘れ物が多い。
- 植村なみ子 - 山田五十鈴： 孝作の妻。結婚25年。内職で家計を支える糟糠の妻。朋子に自分の夢を託している。
- 植村朋子 - 高峰秀子： 孝作の長女。画家を目指して絵の勉強中。
- 植村信子 - 岸恵子： 孝作の次女。18歳。
- 植村和男 - 岡本克政： 孝作の長男。小学生。
- 植村光子 - 福井和子： 孝作の三女。
- 内田三郎 - 佐田啓二： 朋子の恋人。胸を病んで入院中。
- 福田かよ子 - 櫻むつ子： なみ子の妹。朋子に仕事を紹介する。
- 金沢老人 - 高堂國典： 植村家の隣に住む裕福な老人。植村家が借りていた家を買うことになる。
- 小泉千代 - 楠田薫： 朋子の友人。画家志望。
- 大宮画伯 - 青山杉作： 朋子の憧れの画家。
- 馬場信太郎 - 増田順二： 孝作の同僚で家主。植村家に貸していた家を金沢老人に売ることにする。
- 馬場夏子 - 水上令子： 馬場の妻。
- 会社々長 - 奈良真養： 孝作の勤める会社の社長。
- 土建屋の社長 - 南進一郎： 朋子の勤める会社の社長。
- 大宮画伯の書生 - 太田恭二
- 看護婦 - 志賀眞津子
- おでんや主人 - 新島勉
- おでんや女中 - 後藤泰子、佐々木恒子
- 土建屋の客 - 谷崎純、山本多美
- 酔っぱらい - 諸角啓二郎
- 金沢家の下男 - 島村俊雄
- 信子の友達 - 鈴木彰三、人見良二、長谷部朋香、折田衣子
- 金沢家の犬 - アダロ号

## 製作・エピソード

### スタッフ
- 監督：中村登
- 製作：小出孝
- 原案：田中澄江
- 脚本：柳井隆雄、田中澄江
- 撮影：厚田雄春
- 美術：熊谷正雄
- 照明：高下逸男
- 録音：大村三郎
- 音楽：黛敏郎
- 録音技術：鵜沢克己
- 装置：佐須角三
- 装飾：守谷節太郎
- 工作：三井完義
- 衣裳：濱野正太郎
- 結髪：岸村いく
- 床山：吉沢金五郎
- スチール：西田俊造
- 記録：磯崎金之助
- 編集：濱村義康
- 現像：林龍次
- 焼付：秋元治枝
- 擬音：斎藤六三郎
- 企画事務：保住一之助
- 演技事務：赤松昭太郎
- 撮影事務：田尻丈夫
- 経理担当：武藤鐵太郎
- 進行担当：安田健一郎
- 監督助手：西河克己、番匠義彰、高田哲男、有本正
- 撮影助手：井上晴二、川又昂、老川元薫、内海収六、竹村博
- 編集助手：羽太みきよ
- 録音助手：平松時夫、吉田庄太郎、鈴木正男、佐藤廣文
- 照明助手：八鍬武、石渡健蔵、佐藤勇
- 美術助手：関根帝夫
- 装置助手：西山嘉一
- 装飾助手：石井勇

## 作品の評価
評価は高い。川本三郎（川本三郎・筒井清忠『日本映画　隠れた名作　昭和30年代前後』中公選書 2014年）によれば、2カ所の「パクリ」があるという。1つ目はアグネス・ザッパーという女流作家の『愛の一家』（1941年に春原政久（すのはら〜）監督、小杉勇主演で映画化）で、貧しいが仲のいい家族が家主に追い出されそうになる部分。2つ目はアメリカ映画でジョージ・スティーヴンス監督の『ママの思い出』（1948年）で娘に小説の才能があるか有名な女性作家のところに見せにいく場面（この映画では売り込みに成功する）である。

### 受賞歴
- 第2回ブルーリボン賞
  - 助演男優賞：笠智衆 ※『命美わし』での演技を含む。
  - 脚本賞：田中澄江 ※『少年期』『めし』の脚本を含む。
  - 撮影賞：厚田雄春 ※『あの丘越えて』『麦秋』の撮影を含む。

## タイアップ
京都市内の松竹系映画館（西陣昭和館、新京極松竹座、七条大宮宝座）で、森永ミルクキャラメルの空き箱に住所氏名を記入して館内の投票箱に投函すると、抽選で一等現金3万円、二等は千代田銀行の1000円の定期預金が当たるキャンペーンが行われた。主人公は森永製菓の社員であり、作中で3万円をすられたが、森永がその3万円を出して松竹映画ファンにラッキープレゼント、という触れ込みであった。

## DVDリリース・派生作品
1993年2月19日に松竹ホームビデオよりVHSビデオが発売されたが、2011年8月25日現在、DVD化はされていない。
尚、WOWOWでハイビジョン放映されている。